# Dakota North
Dakota North es un personaje ficticio que ha aparecido en varias series de cómics publicadas por Marvel Comics. Originalmente la estrella de su propia serie de corta duración y luego parte de los elencos secundarios de Cage (1992), Daredevil (1998) y Captain Marvel (2012), el personaje existe en el universo compartido principal de Marvel, conocido como Universo Marvel.

## Historial de publicaciones
Dakota North apareció por primera vez en su propia serie bimensual, Dakota North # 1-5 (junio de 1986 - febrero de 1987). Fue creada por la escritora Martha Thomases y el artista Tony Salmons, ninguno de los cuales tenía mucha experiencia con series de cómics regulares. La serie fue cancelada después de cinco números, aunque las explicaciones de la cancelación son turbias.
El personaje aparece posteriormente en Web of Spider-Man (1985) #37, Power Pack (1984) #46, Marvel Super-Heroes (1990) #3, Cage (1992) #1–4, 6, 8, 10, 15, 19–20, Black Panther (1998) #31–33, New Avengers (2005) #29, Daredevil (1998)  #82–86, 87–88, 92–94, 97, 99, 101–102, 105–115, 117–119, 500–504, 508–512, Daredevil Annual (2007) #1, Captain Marvel (2012) #11, 13–14, Avengers Assemble (2012) #17, y Daredevil (2011) #30.
Dakota North recibió una entrada en The Official Handbook of the Marvel Universe Update '89 #5 (1989), Marvel Legacy: The 1980s Handbook Vol 1. #1 (2006), y The Official Handbook of the Marvel Universe A-Z Vol.1 #8 (2009). Ella también apareció en la sección Punisher del apéndice de Marvel Encyclopedia: Marvel Knights (2004).
Se suponía que una nueva serie de Dakota North escrita por C. B. Cebulski y dibujada a lápiz por Lauren McCubbin se publicaría en 2006. Se lanzó una imagen promocional de McCubbin, pero la serie nunca se materializó.

## Biografía ficticia
Dakota North es hija del exagente de la CIA Samuel James "SJ" North y su esposa Caroline. Dakota North y su hermano recién nacido Ricky fueron criados por su padre después de que su madre muriera en una explosión de automóvil aparentemente accidental; sin embargo, SJ contrataba con frecuencia a otras personas para que cuidaran a los niños cuando el trabajo de su agencia lo llamaba. Después de una exitosa temporada como modelo infantil, durante la cual apareció en varias portadas de revistas, Dakota decidió a una edad temprana convertirse en detective privado. SJ lo desaprobó, queriendo que ella siguiera una carrera más segura, pero la testaruda Dakota eligió su propio camino, lo que provocó una discordia constante entre ellos. Después de servir un aprendizaje de tres años con Investigaciones Holt y su sucesora, abrió su propia agencia especializada en casos de la industria de la moda bien remunerados, utilizando sus conexiones de modelo a su favor. Canalizó la tarifa de un buscador temprano a la empresa y pronto fue propietaria de pequeñas sucursales en Nueva York, Roma, Tokio y París. Aunque Dakota era propietaria de las agencias, Robert "Mad Dog" Morales dirigía la sucursal de Nueva York (con sede en una casa en el bajo Manhattan). Yvon Berse dirigía la sucursal de París y otros ejecutivos no identificados se ocupaban del resto.
La ejecutiva de negocios Cleo Vanderlip, una vieja rival de SJ North de décadas antes, trató de derrumbar el valor de las acciones de su empleador, la corporación de alta tecnología Rycom, para poder asumir el control. Ella hizo arreglos para que compraran e invirtieran fuertemente en Luke Jacobson Fashion, planeando arruinar la empresa al matar a Luke. Haciéndose vicepresidenta de Merchandising, chantajeó a la asistente enamorada de Luke, Anna Stasio, para que la ayudara. Queriendo destruir a SJ matando a Dakota también, Cleo hizo que el matón Scott "Otto" Shanks destrozara el lugar de trabajo de Jacobson, y luego sugirió que Luke contratara a Dakota para protegerse. Vanderlip luego le ordenó a Shanks que matara a ambos, pero North salvó a Jacobson, matando a Shanks en el proceso.
Ricky, el hermano de Dakota, que entonces tenía 12 años, vino a quedarse con ella y rápidamente se involucró en el caso de que el viejo amigo de su padre, el mayor George C. "Coop" Cooper, le dejara al niño un bolígrafo lleno de gas nervioso. Buscando el gas, Vanderlip asignó a la desesperada joven modelo Daisy Kane para que se hiciera amiga de Ricky. Sin que Dakota lo supiera, la pareja viajó a Europa mientras ella protegía a Coop de los matones rusos que perseguían el gas nervioso. Dakota siguió a Ricky hasta París, donde evadió un intento de asesinato patrocinado por Vanderlip en el Museo Nacional de Arte Moderno, ubicado en el Centro Georges Pompidou, y luego lo perdió cuando tomó un tren hacia Venecia pero desembarcó en Suiza. Con la ayuda del detective de la policía Amos Culhane, quien estaba desvergonzado por Dakota y con frecuencia trataba de ganarse su afecto, Dakota se reunió con Ricky en las afueras de Grindelwald, Suiza, pero el trío fue capturado por el jeque Ibn Bheik, un aliado de Vanderlip que utilizó a sus soldados privados. y su halcón entrenado para mantener cautiva a Dakota y sus aliados. Finalmente escaparon y el gas nervioso se liberó en el castillo del jeque, matando a todos los presentes.
Más tarde, Dakota fue contratada para investigar al "Slasher", un asesino en serie que apuntaba a modelos de moda, cortándoles la cara y degollando. El caso fue complicado por Harvey Finklestein, quien trató de probarse a sí mismo como un héroe y ganarse a la modelo Elyse Nolan protegiéndola de un falso "Slasher" contratado. A pesar de la distracción, Dakota expuso a una Elyse trastornada como la verdadera Slasher y la capturó con la ayuda de Spider-Man antes de que Elyse pudiera reclamar a su próxima víctima, Mary Jane Watson.
Cuando el joven Jack Power apareció en la puerta de la oficina de Dakota queriendo limpiar el nombre de su autor favorito, Jessie Wilcox Jones, Dakota tomó el caso por diversión. Jones había sido acusada de crear una búsqueda del tesoro nacional falsa, pero su ex empleado Jerome Horwitz le había robado el dinero. Dakota dedujo rápidamente la verdad, cooperando con Punisher en el proceso, pero no pudo probar nada. Finalmente, Horwitz confesó, aparentemente por su propia voluntad, pero en realidad Jack Power y su hermana Katie lo atemorizaron, ambos (desconocidos para Dakota) miembros del grupo de superhéroes infantiles Power Pack.
Mientras estaba de compras, Dakota fue testigo de cómo la Avispa luchaba contra el Kingsize que cambia de forma; cuando Kingsize, en forma de serpiente, atrapó a la heroína en sus mandíbulas, Dakota le disparó, liberando a Avispa, quien luego derrotó a Kingsize. Kingsize había afirmado ser un gigante inhumano, así que, asumiendo que eso resultó ser cierto, Avispa llamó a Los 4 Fantásticos para que lo ayudaran a devolverlo a su gente y mantenerlo fuera de la Bóveda.
El periódico Chicago Spectator contrató a la compañía de Dakota para que proporcionara un trasfondo completo sobre el supermercenario Luke Cage, el ex Power Man, a quien el periódico quería presentar con fines comerciales. Durante su investigación, Dakota se enteró de que el padre de Cage, James Lucas, aún vivía, aunque Cage lo creía muerto. Dakota no agregó esta información al archivo de papel de Cage, por temor a que los villanos pudieran usarla contra el héroe si se enteraban. Después de informar a los afiliados del periódico, incluidos Analisa Medina, Jeryn Hogarth, Mickey Hamilton y el Sr. Drewston, Dakota conoció a Cage, quien aceptó trabajar para el periódico en casos específicos. Dakota informó a Cage sobre su primera asignación, el empresario criminal Elio Angelopoulos III, y luego fue contratada para administrar la seguridad del periódico.
Cuando el asesino y ejecutor Hardcore robó el archivo de Cage de la oficina de Dakota, se sintió aliviada de haber mantenido la información de Lucas fuera del archivo, sin saber que Hardcore había puesto micrófonos en su oficina y la había escuchado hablar al respecto. Hardcore luego envió a los Intocables (Kickback, Nitro y Tombstone) después de Dakota; cuando un guardia murió en la batalla, Dakota se sintió responsable. Ella le pidió a Cage que la ayudara a derribarlos, pero él se negó debido a la falta de efectivo, por lo que llamó a Punisher. Al enterarse de que los criminales buscaban información sobre su padre, Cage enfrentó enojado a Dakota, pero retrocedió cuando ella amenazó con dispararle en la entrepierna. Después de prometerle a Cage la información si la ayudaba contra los Intocables, Dakota fue secuestrada por Kickback, quien la entregó a Hardcore. Después de que la golpearon con un Tase mientras trataba de escapar, Kickback, habiendo desarrollado sentimientos por Dakota, intentó liberarla, pero Hardcore lo detuvo y luego la interrogó sobre el padre de Cage. Cage y Punisher rescataron a Dakota, pero Kickback murió mientras los otros villanos escapaban.
Cuando Cage desapareció más tarde, Dakota inició una búsqueda de su padre en Nueva York, matando a un asesino enviado tras ella. Finalmente rastreó a James Lucas hasta Arizona, pero Cage había sido secuestrado por Hardcore y Cruz Bushmaster. Dakota unió fuerzas con Mickey y Iron Fist para salvarlo. Dakota continuó ayudando a Cage a encontrar a su padre y siguieron una pista del Tinkerer que los llevó a la batalla con Assassin Nation. Dakota y Cage ayudaron al hijo de Tinkerer, el Agente (Rick Mason), contra ellos y finalmente salvaron al padre de Cage. Poco después de esto, Dakota hizo una investigación para Cage cuando fue contratado para recuperar un objeto místico. Terminó recibiendo una paliza de Cage cuando fue poseído por Bogeyman, pero finalmente ayudó a Cage a resistir el control del Bogeyman. Dakota fue la única que se enteró de que Cage sobrevivió cuando expulsó al Bogeyman para siempre y ayudó a Cage a permanecer encubierto mientras las autoridades estuvieran detrás de él.
Meses más tarde, la prima de Pantera Negra, M'Koni, contrató a Dakota para investigar a su esposo, Wheeler, quien demostró estar en la esclavitud inducida por las drogas de la loca y mortal Wakandan Malice (Nakia). Pantera Negra contrató a Dakota para vigilar a su amada, Monica Lynne, quien era el próximo objetivo de Malice. Malice envió a varios hombres controlados por drogas detrás de Monica, pero Dakota la protegió y la devolvió al Consulado de Wakanda, donde Malice casi mató a Dakota con un garrote antes de que Pantera Negra la salvara. Más tarde, cuando el abogado ciego Matt Murdock fue encarcelado bajo sospecha de ser Daredevil, sus socios legales Franklin "Foggy" Nelson y Becky Blake contrataron a Dakota por recomendación de Jessica Jones para brindar seguridad y realizar trabajos de investigación para la firma. Mientras visitaba a Murdock con Foggy, la pareja fue emboscada; refrenado durante el ataque, Dakota vio con horror como Foggy fue apuñalado repetidamente y aparentemente murió en el camino al hospital. Dakota comenzó a trabajar con el reportero Ben Urich para localizar a los que estaban detrás del ataque y usó sus contactos para saber que un nuevo Daredevil estaba en las calles, luego se enteró de que era Iron Fist (Danny Rand), quien había sido engañado por el abogado corrupto Alton Lennox en una complejo complot contra Murdock. Murdock pronto escapó de la cárcel y, con la ayuda de Dakota, rastreó a Lennox hasta Europa, donde quedó expuesta la mente maestra de la trama, Vanessa Fisk. Murdock regresó a Nueva York, los cargos en su contra se retiraron y se reveló que la "muerte" de Foggy había sido falsa para colocarlo en Protección de testigos. Con el tiempo, Murdock le confió a Dakota que él realmente era Daredevil, y ella comenzó a ayudarlo regularmente a través de varias crisis, incluida la búsqueda de la locura repentina de la esposa de Murdock, Milla Donovan, hasta el enemigo de Daredevil, el Sr. Miedo (Larry Cranston). A petición de Murdock, Dakota trabajó a regañadientes con Carlos LaMuerto, el ex Tarántula Negra en libertad condicional, pero LaMuerto pronto renunció. Murdock se puso más irritable y desesperado cuando Milla fue internada en una institución mental después de ser liberada de la cárcel, pero Dakota continuó trabajando para Matt, poniéndolo en su lugar cuando fue necesario. Dakota llevó a Murdock a visitar a Milla durante las siguientes semanas y lo llevó a tomar una copa cuando se enteró de que no se le permitía ver a Milla mientras ella recibía tratamiento.
Luke Cage buscó la ayuda de Murdock para aclarar al "Big" Ben Donovan de un cargo de asesinato falso. Dakota comenzó a investigar el caso, convenciendo a Murdock de que se uniera a ella y luchara contra su depresión. Cuando Dakota se acercó a la verdad, fue agredida por un hombre que luego identificó como el agente del FBI Moss. Después de que atacó a Moss con un bate de béisbol, desafiándolo a que la persiguiera de nuevo, se sorprendió al ver a su padre separado en su apartamento, advirtiéndole que no siguiera el caso. Más decidida que nunca, Dakota se enteró de que Donovan tenía un hijo que había sido amenazado, pero Moss le disparó antes de que pudiera informar a Murdock. Dakota fue trasladada de urgencia a cirugía mientras Matt aclaraba el caso con la ayuda de SJ, exponiendo al mafioso Eric Slaughter por la trampa, exonerando a Donovan y viendo a Moss arrestado. Después de que Iron Fist acelerara su curación, Murdock entrenó con Dakota en su casa, lo que lo llevó a una breve cita romántica, que Murdock lamentó casi de inmediato ya que lo consideró una traición a su esposa. Dakota intentó mantenerse profesional, pero un investigador no identificado había fotografiado la aventura de los padres de Milla, que luchaban por la custodia legal de Milla. Avergonzada del daño que había causado inadvertidamente, Dakota posteriormente evitó a Murdock.
Más tarde, Dakota fue despojada de su licencia de investigadora privada como parte del plan de Kingpin para incriminar al director de H.A.M.M.E.R. Norman Osborn por perseguir a los amigos de Daredevil para manipular a Matt Murdock para tomar más medidas contra Osborn y criminalizar aún más sus acciones con La Mano. Usando una fotografía comprometedora, Dakota y Foggy obligaron al juez que tenía sus licencias profesionales revocadas a saber que Kingpin estaba detrás de sus problemas recientes, lo que la llevó a decidir que necesitaban ubicar a Murdock de inmediato.
Algún tiempo después, Carol Danvers desarrolló una lesión cerebral que empeoraba cada vez que usaba sus poderes para volar. Para ayudarla a mantenerse saludable y móvil, su amiga Wendy Kawasaki modificó uno de los viejos Sky-Cycles del Capitán América y Carol contrató a Dakota para que le enseñara a volar. Dakota también ayudó a Carol a localizar al nuevo Deathbird y, junto con sus otros amigos y los Vengadores, apoyó a Carol en su búsqueda para identificar y vencer a su enemigo Yon-Rogg (que se llamaba Magnitron).

## Poderes y habilidades
Dakota North, una atleta superior a la media, es hábil en varias formas de combate cuerpo a cuerpo y es una excelente tiradora. Habla aceptablemente francés, japonés e italiano y está familiarizada con otros idiomas no especificados. También es competente en la conducción de automóviles y motocicletas de alta gama.

## Personajes secundarios
Hugo "Guy" Beaumontain -- Amigo del padre de Dakota North, SJ, Guy fue parte de la resistencia y lucharon juntos contra los alemanes.
Yvon Berse -- Dirigió la oficina de París de Investigaciones Dakota North.
Sheik Ibn Bheik – Tiene un halcón llamado Brutus.
Maj. George C. Cooper 
Detective Amos Culhane – Tiene un gato llamado Furillo.  
Diana Glenn 
Studs Grey –  
Luke Jacobson 
Jean  
Daisy Kane 
Kirsch 
Ricky North -- hermano de Dakota North.
Samuel James "S.J." North -- padre de Dakota North
Robert "Mad Dog" Morales 
Pettishford 
Otto Shanks 
Anna Stasio 
Timas 
Cleo Vanderlip

## Ediciones recopiladas
El 26 de junio de 2018 se publicó un libro de bolsillo comercial que recopila material antiguo de Dakota North.
| Título                                                                 | Material recolectado | ISBN           |
| ---------------------------------------------------------------------- | --- | -------------- |
| Dakota North: Design for Dying                                         | Dakota North (1986) #1–5, Web of Spider-Man (1985) #37, Power Pack (1984) #46, Daredevil (1998) #107–110, Material from Marvel Super-Heroes (1990) #3 | 978-1302912505 |
| Luke Cage: Second Chances Vol. 1                                       | Cage (1992) #1–12, Material from Marvel Comics Presents (1988) #82                                                                                    | 978-0785192985 |
| Luke Cage: Second Chances Vol. 2                                       | Cage (1992) #13–20, Terror Inc. (1992) #11–12, Material from Silver Sable & The Wild Pack (1992) #13–14                                               | 978-0785195078 |
| Black Panther por Christopher Priest: The Complete Collection Volume 2 | Black Panther (1998) #18–35, Deadpool (1997) #44 | 978-0785198116 |
| Daredevil por Ed Brubaker & Michael Lark Ultimate Collection Vol. 1    | Daredevil (1998) #82–93 | 978-0785163343 |
| Daredevil por Ed Brubaker & Michael Lark Ultimate Collection Vol. 2    | Daredevil (1998) #94–105 | 978-0785163350 |
| Daredevil por Ed Brubaker & Michael Lark Ultimate Collection Vol. 3    | Daredevil (1998) #106–119, #500 | 978-0785163367 |
| New Avengers Vol. 6: Revolution                                        | New Avengers (2005) #26–31 | 978-0785124689 |
| Captain Marvel: Earth's Mightiest Hero Vol. 1                          | Captain Marvel (2012) #1–12 | 978-1302901271 |
| Captain Marvel: Earth's Mightiest Hero Vol. 2                          | Captain Marvel (2012) #13–17, Avengers: The Enemy Within (2013) #1, Avengers Assemble (2012) #16–19, Avenging Spider-Man (2011) #9–10                 | 978-1302901288 |
| Daredevil by Mark Waid Vol. 6                                          | Daredevil (2011) #28–30, Indestructible Hulk (2012) #9–10                                                                                             | 978-0785184805 |

## Lectura adicional
- The Spectacular Sisterhood of Superwomen: Awesome Female Characters from Comic Book History by Hope Nicholson, Quirk Books (2017)